# Dendronephthya fusca
Dendronephthya fusca är en korallart som beskrevs av Studer 1894. Dendronephthya fusca ingår i släktet Dendronephthya och familjen Nephtheidae. Inga underarter finns listade i Catalogue of Life.